# Partido Agrario (Filipinas)
El Partido Agrario (en pampango: Bútil, lit. 'grano'; en tagalo: Butil, lit. 'grano'; en inglés: Farmers’ Party) es un partido político agrario filipino.

## Historia
Originó como el Partido Agrario de Luzón (en inglés: Luzón Farmers’ Party), un partido regional bajo el entonces Partido Agrario de Filipinas (en inglés: Farmers’ Party of the Philippines o FPP), que se fundó en 1987. En 2001, adoptó Bútil como su nombre en pampango y Butil como su nombre en tagalo, que significan ‘grano’ en ambas lenguas. Este cambio generó un efecto positivo para el partido, que aumentó su representación en la Cámara de Representantes.